# Journal of Cardiothoracic Surgery
Journal of Cardiothoracic Surgery (ook JCTS) is een internationaal, aan collegiale toetsing onderworpen wetenschappelijk tijdschrift op het gebied van de cardiologie en thoraxchirurgie.
De naam wordt in literatuurverwijzingen meestal afgekort tot J. Cardiothorac. Surg.
Het wordt uitgegeven door BioMed Central.
Het eerste nummer verscheen in 2006.